# 斯波坎谷 (华盛顿州)
斯波坎谷（Spokane Valley）位於美國華盛頓州斯波坎縣，斯波坎的東方及科達倫的西方，將密爾伍德三方包圍。2010年美國人口普查時人口為89,755人，是為華盛頓州第十大城。

## 資料來源
1. ↑  . United States Census Bureau. 2011-02-12  [2011-04-23].
2. ↑   (.xls). U.S. Census Bureau. 2011-02-23  [2011-03-26]. （原始内容存档于2012-04-08）.

## 外部連結
- 斯波坎谷官方網站 （页面存档备份，存于）